# Pseudobangia
Pseudobangia, monotipski rod crvenih algi iz porodice Bangiaceae. Jedina je vrsta morska alga P. kaycoleae otkrivena 2005. kod Djevičanskih otoka u Malim Antilima.